# Chantal Thomass
Chantal Thomass (Parigi, 1947) è una stilista francese, nonché il nome della marca di abbigliamento intimo di proprietà della stessa.

## Biografia
Chantal Thomass nasce nel 1947 in una famiglia parigina medio borghese, figlia di una sarta e di un ingegnere. Trascorre la sua infanzia e la sua adolescenza frequentando scuole cattoliche, qui per la prima volta manifesta la sua creatività modificando le divise scolastiche che era obbligata ad indossare. Trascorre nel frattempo ore a fare shopping a Saint-Germain ed a creare modelli originali insieme alla madre, che provvede a realizzarli.
Nel 1967 fonda il suo primo marchio, Ter et Bentine. Le sue creazioni riflettono una forte influenza dello stile hippie e la volontà di dare alle donne un'immagine libera dagli stereotipi del tempo. Brigitte Bardot diventa una sua cliente, contribuendo a far crescere la popolarità del marchio. Prima stilista a conferire al disegno di capi d'abbigliamento un ruolo di prim'ordine nel pret-à-porter, Chantal Thomass inventa i collant di pizzo, utilizza la lycra, mette in evidenza le forme femminili sottolineandole la sensualità.
Nel 2001 esce il libro biografico Plaisirs de femme, Chantal Thomass che ne consacra la carriera.
Nel 2004, Chantal Thomass apre una boutique a Parigi, in Rue Faubourg de Saint Honoré.

## Opere
- Histoire de la lingerie, Perrin, 2009, Parigi ISBN 9782262030186